# Monoon longifolium
Monoon longifolium é uma espécie de árvore asiática da família Annonaceae. É nativa do sul da Índia e do Sri Lanka, mas foi amplamente introduzida em outras partes da Ásia tropical. Esta árvore perene é conhecida por crescer mais de 20 m de altura e é comumente plantada devido à sua eficácia em aliviar a poluição sonora. Ela exibe crescimento piramidal simétrico com galhos pendentes e chorosos e folhas lanceoladas longas e estreitas com margens onduladas.